# Kazuhisa Makita
;*Major League Baseball
- Nippon Professional Baseball

Kazuhisa Makita (牧田 和久?, Makita Kazuhisa; Yaizu, 10 novembre 1984) è un giocatore di baseball giapponese, lanciatore per i Tohoku Rakuten Golden Eagles della Nippon Professional Baseball.

## Carriera
Fu scelto dai Saitama Seibu Lions al 2º giro nel Draft della Nippon Professional Baseball nel 2010. Debuttò nella NPB il 15 aprile 2011.
Con la nazionale di baseball del Giappone ha partecipato al World Baseball Classic 2013 e al World Baseball Classic 2017.
Il 1º dicembre 2017, i Lions annunciarono che Makita sarebbe a breve diventato disponibile per un eventuale debuttò in Major League. Il 6 gennaio 2018, Makita firmò un contratto biennale con i San Diego Padres. Il 30 marzo 2018 Makita debuttò nella MLB, al Petco Park di San Diego contro i Milwaukee Brewers.
Giocò per l'intera stagione 2019 nella Minor League Baseball, e il 30 settembre dello stesso anno venne svincolato dalla franchigia.
Il 26 novembre 2019, Makita firmò con i Tohoku Rakuten Golden Eagles, tornando in Giappone.

## Palmarès

### Nippon Professional Baseball
- Esordiente dell'anno della Pacific League - 2011
- NPB All-Star: 4

2011, 2013, 2016, 2017

### Nazionale
- World Baseball Classic: 2 Medaglie di Bronzo

Team Giappone: 2013, 2017

## Statistiche
| Stagione           | Squadra             | G  | W  | L  | SV | HLD | PCT  | BF   | IP    | H   | HR | BB | IBB | HB | SO  | WP | BK | R  | ER | ERA  | WHIP |
| ------------------ | ------------------- | -- | -- | -- | -- | --- | ---- | ---- | ----- | --- | -- | -- | --- | -- | --- | -- | -- | -- | -- | ---- | ---- |
| 2011               | Saitama Seibu Lions | 55 | 5  | 7  | 22 | 1   | .417 | 510  | 127.2 | 105 | 5  | 16 | 1   | 9  | 86  | 0  | 1  | 39 | 37 | 2.61 | 0.95 |
| 2012               | Saitama Seibu Lions | 27 | 13 | 9  | 0  | 0   | .591 | 739  | 178.0 | 175 | 4  | 36 | 0   | 9  | 108 | 0  | 1  | 55 | 48 | 2.43 | 1.19 |
| Statistiche:2 anni | Statistiche:2 anni  | 82 | 18 | 16 | 22 | 1   | .529 | 1249 | 305.2 | 280 | 9  | 52 | 1   | 18 | 194 | 0  | 2  | 94 | 85 | 2.50 | 1.09 |